# В. Давидов і Голіаф
«В. Давидов і Голіаф» (рос. «В. Давыдов и Голиаф») — російський радянський художній фільм 1985 року режисера Геннадія Байсака.

## Сюжет
Семикласника Вітю Давидова відправляють на практику на завод. Його наставником призначають робочого на прізвисько Голіаф. Той дає школяреві завдання — пофарбувати мотор. Хлопчик справляється із завданням і жадає нових справ. Але Голіаф відправляє його додому, а сам... виносить з підприємства свіжопофарбовані механізм — для поливання власного саду. Вітя стає свідком злочину.
Кришталево чесний піонер проти розкрадання державної власності! Він повертає мотор на завод...

## У ролях
- Олексій Петренко
- Олександр Солдатов
- Лев Лемке
- Олексій Зайцев
- Юрій Чернов
- Михайло Бочаров
- Михайло Бичков
- В'ячеслав Горбунчиков

## Творча група
- Сценарій:
- Режисер: Геннадій Байсак
- Оператор: Валентин Халтурин
- Композитор: Ігор Єфремов